# 纳奈莫
纳奈莫是加拿大不列颠哥伦比亚省西南部乃磨地區一座城市，是該地區的行政中心。據2021年加拿大人口普查所示，乃磨市內人口為99863人，是温哥华岛上人口第二多的地方政體。乃磨都會區人口則達115459人，是溫哥華島上人口第二多的都會區。
“纳奈莫”这个名字来源于印第安原住民的薩利希语，其中一個意思为“聚会之地”。因其天然的深水良港，纳奈莫的官方綽號為“海港之城”（Harbour City）；1986年查尔斯王子和戴安娜王妃到訪時簽署官方聲明正式確立此綽號。

## 地理位置
纳奈莫位于西经123度，北纬49度，与55千米以东的温哥华隔佐治亚海峡相望，離省府維多利亞西北約111公里。人们直接可以从温哥华乘坐卑詩渡輪到达这里，进而前往岛上的其他城市。纳奈莫是联系温哥华岛和北美大陆的重要交通枢纽和物资疏散地。

## 历史和经济
纳奈莫最早作为一个殖民者的贸易站点于19世纪早期出现。1851年，当时的哈得孙湾公司通过当地原住民获悉这里有大量的煤矿资源，遂于1853年在今天的纳奈莫市中心建立了一个碉堡，这个碉堡至今仍作为这个城市的象征而保存着。接下来的几十年里，纳奈莫作为一个重要的煤矿资源产出地而迅速发展，並於1874年正式建制為市。
1887年，一起煤矿爆炸造成150位矿工丧生，这是加拿大迄今除了1917年的哈利法克斯大爆炸外最严重的一起人为爆炸事故。20世纪40年代，木材开始取代煤矿成为了这里最主要的贸易资源。今天纳奈莫的重要产业包括渔业、林木业以及各种的第三产业，例如旅游、交通等，而房地产业在最近几年也得到了相当快的发展。

## 交通
乃磨是溫哥華島東部的交通樞紐。卑詩渡輪於市内設有三座碼頭：市中心碼頭提供航線前往加布里奧拉島（Gabriola Island）、啓航灣碼頭（Departure Bay）提供航線前往西溫哥華馬蹄灣、而公爵角碼頭（Duke Point）則提供航線前往三角洲托華信。
卑詩省1號公路（橫加公路）溫哥華島段的北端終點位於啓航灣碼頭，自此往南伸延至維多利亞。卑詩省19號公路的南端終點則位於公爵角碼頭，自此往西北伸延至哈迪港。19號公路繞過乃磨市中心的新路段開通後，舊有路段則改編為19A公路。
航空交通方面，離乃磨市以南約13公里的乃磨機場（IATA代碼：YCD）提供航線前往溫哥華、維多利亞、亞博斯福和卡加利等地，而位於乃磨市以内的乃磨海港水上機場（IATA代碼：ZNA）則提供水上飛機航線前往溫哥華國際機場附近的水上機場以及溫哥華海港水上機場。
乃磨市内的巴士服務由乃磨地區交通局營運。

## 教育
乃磨市內的公共基礎教育服務由68號校區提供，而卑詩省法語教育局則在市內營運海洋小學（École Océane）和乃磨中學（École secondaire de Nanaimo）。專上教育方面，溫哥華島大學於2008年從馬拉斯皮納學院升格而成，其主校園設於乃磨市內。

## 人口统计
據2021年加拿大人口普查所示，乃磨市內人口為99863人，全國排名第57位；乃磨都會區人口則達115459人，全國排名第35位。

### 族裔
| 泛種族群體 | 2021年 | 2021年 | 2016年 | 2016年 | 2011年 | 2011年 | 2006年 | 2006年 | 2001年 | 2001年 |
| 泛種族群體 | 人數   | %      | 人數   | %      | 人數   | %      | 人數   | %      | 人數   | %      |
| ---------- | ------ | ------ | ------ | ------ | ------ | ------ | ------ | ------ | ------ | ------ |
| 歐洲裔     | 75,815 | 78.14% | 72,560 | 82.78% | 70,455 | 86.38% | 67,275 | 86.66% | 63,540 | 88.49% |
| 原住民     | 7,905  | 8.15%  | 6,405  | 7.31%  | 5,115  | 6.27%  | 4,060  | 5.23%  | 3,380  | 4.71%  |
| 東亞裔     | 4,220  | 4.35%  | 3,220  | 3.67%  | 2,200  | 2.7%   | 2,235  | 2.88%  | 1,615  | 2.25%  |
| 南亞裔     | 3,095  | 3.19%  | 1,900  | 2.17%  | 1,525  | 1.87%  | 1,855  | 2.39%  | 1,265  | 1.76%  |
| 東南亞裔   | 2,670  | 2.75%  | 1,715  | 1.96%  | 1,090  | 1.34%  | 1,210  | 1.56%  | 1,335  | 1.86%  |
| 非洲裔     | 1,180  | 1.22%  | 625    | 0.71%  | 400    | 0.49%  | 380    | 0.49%  | 220    | 0.31%  |
| 中東裔     | 740    | 0.76%  | 445    | 0.51%  | 195    | 0.24%  | 145    | 0.19%  | 95     | 0.13%  |
| 拉丁美裔   | 710    | 0.73%  | 465    | 0.53%  | 270    | 0.33%  | 150    | 0.19%  | 195    | 0.27%  |
| 其他       | 685    | 0.71%  | 320    | 0.37%  | 310    | 0.38%  | 310    | 0.4%   | 175    | 0.24%  |
| 回覆總數   | 97,020 | 97.15% | 87,650 | 96.85% | 81,565 | 97.32% | 77,630 | 98.65% | 71,805 | 98.36% |
| 總人口     | 99,863 | 100%   | 90,504 | 100%   | 83,810 | 100%   | 78,692 | 100%   | 73,000 | 100%   |

- 備註：普查回覆者可選擇多於一個選項，因此合計總數多於100%

### 信仰比例
據2021年加拿大人口普查，市內居民宗教信仰狀況如下：
- 无信仰人士：60,365人（62.2%）
- 基督教：31,135人（32.1%）
- 锡克教：1,330人（1.4%）
- 伊斯蘭教：1,000人（1.0%）
- 印度教：785人（0.8%）
- 佛教：650人（0.7%）
- 猶太教：230人（0.2%）
- 原住民信仰：170人（0.2%）

### 年龄结构
- 0-14岁：14.2%
- 15-64岁：61.3%
- 65岁或以上：24.6%

## 文化
以乃磨市命名的納奈莫條是一種無需烤焗的糕點，在加拿大各地廣受歡迎。另外，每年一度在夏季舉辦的海港賽浴缸活動也是市内盛事之一。

## 著名人物
- 戴安娜·克瑞兒，爵士樂鋼琴手、歌手

## 姊妹城市
- 日本埼玉縣岩槻市（現為埼玉市岩槻區）

### 備註
1. ↑  建制為區域自治體的沙尼治2021年人口達117735人，為溫哥華島上人口最多的地方政體。
2. ↑  包括所有不屬可見少數族裔或原住民的居民
3. ↑  包括所有在普查中選填華裔、韓裔和日裔的居民
4. ↑  包括所有在普查中選填菲律賓裔和東南亞裔的居民
5. ↑  包括所有在普查中選填西亞裔和阿拉伯裔的居民
6. ↑  包括所有在普查中選填「可見少數族裔（不包括在別處）」（Visible minority, n.i.e.）和「多重可見少數族裔」的居民